# آیا اوماسا
آیا اوماسا (انگلیسی: Aya Ōmasa؛ زادهٔ ۴ فوریهٔ ۱۹۹۱) یک مانکن (فرد)، و هنرپیشه اهل ژاپن است. 